# Micieces de Ojeda
Micieces de Ojeda település Spanyolországban, Palencia tartományban.  Lakosainak száma 71 fő (2024).

## Népesség
A település népessége az elmúlt években az alábbi módon változott:
| Lakosok száma | 106  | 104  | 101  | 90   | 93   | 85   | 80   | 73   | 72   | 71   |
|               | 2001 | 2004 | 2007 | 2009 | 2012 | 2014 | 2017 | 2019 | 2022 | 2024 |